# Лоулер, Рэй
Рэймонд Эвенор Лоулер (англ. Raymond Evenor Lawler; 23 мая 1921 — 24 июля 2024, Мельбурн) — австралийский драматург, актёр и продюсер.

## Биография

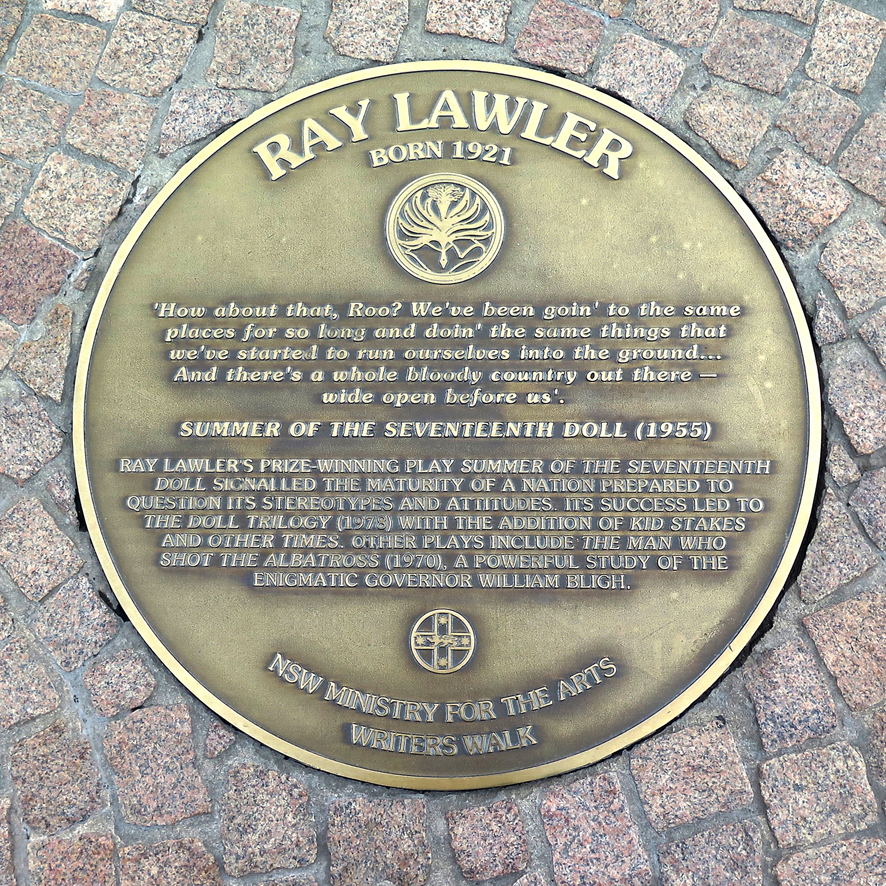
Металлическая табличка, установленная на тротуаре на Круговой набережной в Сиднее в память о писателе Рэе Лоулере в рамках серии Sydney Writers Walk

Родился в пригороде Мельбурна в 1921 году, был вторым из восьми детей. В 13 лет бросил школу и пошёл работать на завод, посещая вечерние курсы актёрского мастерства. Первую пьесу написал в возрасте 19 лет.
Его наиболее известной пьесой является  Summer of the Seventeenth Doll (1953), премьера которой состоялась в Мельбурне в 1955 году, где он сам исполнял одну из главных ролей. Существует мнение, что пьеса изменила направление развития австралийской драмы. В 1960-е годы жил в Европе, в Австралию вернулся в 1975 году, где стал заместителем директора Мельбурнского театра. Был женат, имел троих детей и троих внуков.
Умер 24 июля 2024 года после непродолжительной болезни в Мельбурне в возрасте 103 лет.